# Olinda Beja

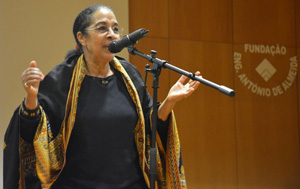

Maria Olinda Beja Martins Assunção (Guadalupe, 8 de diciembre de 1948) es una escritora y narradora santotomense.
Es hija de madre santomense y padre portugués. Vive en Suiza y tiene también la nacionalidad portuguesa.
Estudió lenguas modernas portugués y francés en la Universidad de Oporto. Más tarde trabajó como profesora de secundaria.

## Obra

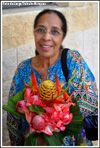
Olinda Beja.

### Poemarios
- Bô Tendê? – 1992
- Leve, Leve - 1993
- No País do Tchiloli – 1996
- Quebra-Mar – 2001
- Água Crioula – 2002
- Aromas de Cajamanga – 2009
- O Cruzeiro do Sul – 2011
- À Sombra do Oká - 2015

### Novelas
- 15 Dias de Regress – 1994
- A Pedra de Villa Nova – 1999

### Cuento
- Pingos de Chuva – 2000
- A Ilha de Izunari – 2003
- Pé-de-Perfume – 2004
- A casa do pastor - 2011
- Histórias da Gravana - 2011
- Um grão de café - 2013
- Tomé Bombom - 2016
- Chá do Príncipe - 2017
- Simão Balalão - 2019

## Premios
- “Pé-de-Perfume” - Prémio Bolsa de Criação Literária 2004.
- “Histórias de Gravana” - Prémio Bolsa de Criação Literária 2008. Obra finalista, Prémio Literário Portugal / Telecom / 2012.
- “Sombra do Oká”- 1º Prémio Literário Francisco José Tenreiro.